# Sylvio Hoffmann
Sylvio Hoffmann Mazzi (15 maggio 1908 – 15 novembre 1991) è stato un calciatore brasiliano.

## Carriera
In carriera, Sylvio Hoffmann giocò per varie squadre brasiliane ed ebbe anche un'esperienza in Uruguay nel Peñarol. 
Con la nazionale brasiliana partecipò al mondiale 1934.

## Palmarès

### Club
- Campionato Carioca: 1

Botafogo: 1935